# Medardo Griotto
Medardo Griotto (* 16. Februar 1901 in Turin; † 28. Juli 1943 in Berlin-Plötzensee) war ein italienischer Widerstandskämpfer gegen den Faschismus in Europa.

## Leben
Medardo Griotto wurde in einer italienischen Familie geboren. Er lernte den Beruf eines Graveurs. Er gehörte mindestens seit 1940 zu den Agenten von Henri Robinson, eventuell sogar schon vor Beginn des Zweiten Weltkrieges.
Nachdem sich Leopold Trepper in Frankreich niedergelassen hatte, wandte er sich an Griotto und bat ihn, gefälschte Dokumente herzustellen. Im Haus von Griotto lernten sich Trepper und Robinson kennen. Beide nutzten die Fähigkeit von Griotto, gefälschte Pässe und Stempel herzustellen. Später wurde Griotto Funker für Robinson.
Seine Frau Anna Griotto arbeitete auch für Robinson. Sie war als Kurier in der Gruppe Robinsons in Frankreich tätig und half ihrem Ehemann bei der illegalen Arbeit.
Griotto war einer der wichtigsten Helfer von Robinson. Seine Frau war die persönliche Sekretärin von Robinson und Verbindungsmann zu verschiedenen Untergrundorganisationen.
Medardo Griotto wurde im Dezember 1942 verhaftet, im März 1943 erging ein Todesurteil des Reichskriegsgerichts gegen ihn, das am 28. Juli 1943 im Strafgefängnis Berlin-Plötzensee vollstreckt wurde.